# Tiocianato de metilo
El tiocianato de metilo es un compuesto orgánico con la fórmula CH 3 SCN. El miembro más simple de los tiocianatos orgánicos, es un líquido incoloro con olor a cebolla. Se produce por la metilación de las sales de tiocianato. El compuesto es un precursor del isómero más útil isotiocianato de metilo (CH 3 NCS).

## Seguridad
La DL50 es 60 mg/kg (ratas, oral).
Está catalogado como una sustancia extremadamente peligrosa por la Ley de Planificación de Emergencia y Derecho a la Información de la Comunidad de los Estados Unidos.